# Nido 20
Sitio de Memoria Alberto Bachelet Martínez o Ex Nido 20 es un Monumento Histórico convertido en un espacio cuya misión es: Promover la preservación de la Memoria Histórica de las violaciones a los Derechos Humanos durante la Dictadura Civil-Militar en Chile (liderada por Augusto Pinochet), reivindicando las resistencias frente a los crímenes de lesa humanidad, para contribuir a la Educación en Derechos Humanos y las garantías de no repetición, a través de la mantención de los valores y atributos del Sitio de Memoria Alberto Bachelet Martínez Ex Nido 20.
Este sitio fue un centro clandestino de detención, tortura y exterminio. Perteneció al Comando Conjunto, el que estaba conformado por la DIFA (Dirección de Inteligencia de la Fuerza Aérea), la DICAR (Dirección de Inteligencia de Carabineros), en menor medida por la Dirección de Inteligencia del Ejército (DINE) y del Servicio de Inteligencia Naval (SIN). En él operaron también civiles del movimiento paramilitar de extrema derecha Patria y Libertad (PyL).

## Historia
La casa está ubicada en la calle Santa Teresa 037 en la comuna de La Cisterna, en el paradero 20 de la Gran Avenida y de ahí su nombre en clave Nido 20, después que fuera allanada y ocupada por efectivos de la Fuerza Aérea de Chile (FACh), quienes la transformaron en otro centro de detención clandestina. 
El inmueble fue construido en 1964 y en primer momento perteneció a José Fernández Pérez. La historia de esta casa dio un giro en 1974, cuando el Movimiento de Izquierda Revolucionario (MIR) chileno, compró el inmueble a través de Solange Duhart, con el objetivo de destinarlo a servir como casa de seguridad para sus militantes. Este lugar fue utilizado por ellos desde abril de 1974 hasta el 4 de octubre del mismo año, día en que hicieron abandono de la casa ante la posibilidad de que hubiera sido descubierta por las fuerzas represoras del gobierno.
Después de que los miristas dejaron la casa, permaneció abandonada durante un tiempo. Esto fue notado por los vecinos ya que se empezaron a acumular suscripciones de diarios y revistas. Luego, el inmueble fue allanado por parte de la Fuerza Aérea a plena luz del día, para finalmente ser ocupado como centro de detención y tortura, denominado Nido 20, el que estuvo en funcionamiento principalmente en 1975. El recinto simulaba ser la residencia de un alto oficial de la FACh, lo que justificaba los guardias permanentes en la entrada. Además, siempre tenía música a todo volumen para evitar que se oyeran los gritos de los torturados. La mayoría de sus víctimas fueron militantes y dirigentes del MIR y el Partido Comunista de Chile.
El abandono de la casa por parte del Comando Conjunto fue paulatino. Según los testimonios de vecinos, observando la presencia de guardias afuera del inmueble hasta que finalmente todos se retiraron, dando paso a un período de abandono desde 1975 hasta 1978. En esta última fecha, inició una etapa de ocupación por parte de dos organizaciones; primero la Asociación de Diabéticos de Chile y después el Centro de Laringectomizados (CONALACH).

## Detenidos Desaparecidos(DD.DD) yEjecutados Políticos(EE.PP)
Se estima que  por este recinto pasaron alrededor de 75 personas, de las cuales hay 6 víctimas mortales confirmadas: 
- Alonso Fernando Gahona Chávez (Yuri).
- Miguel Ángel Rodríguez Gallardo (Quila Leo).
- Luis Desiderio Moraga Cruz (Compañero Diego).
- Nicomedes Segundo Toro Bravo.
- Arsenio Orlando Leal Pereira.
- Gustavo Humberto Castro Hurtado.
- Ricardo Manuel Weibel Navarrete.

## Uso actual
Entre 2003 y 2004, un grupo de personas formaron el Comité Derechos Humanos de La Cisterna, con la finalidad de otorgar orientación, ayuda y contención a exonerados, sobrevivientes, viudas, retornados y todas aquellas personas sobrevivientes del periodo de dictadura.
El comité estaba encabezado por don Manuel Salazar, junto a Juan Espina, Juan Cruz, Fidel Valdés, Ernesto Zúñiga, Margarita Diaz, José Torres, entre otros. Al inicio se reunían en una sede vecinal cercana a Nido 20, luego en la casa de la cultura de La Cisterna, hasta finalmente llegar a la casa de Santa Teresa, mientras aún estaba la CONALACH, donde comienza la idea de tomarse la casa, para funcionamiento del Comité, idea que no resulta porque sus reuniones eran escuchadas.
El rescate de Nido 20, por parte del Comité Derechos Humanos, inició con una visita del presidente de turno, Ricardo Lagos a la comuna, donde lograron generar lazos y contactos para acceder a la entrega de la casa. Se encontraron que la dueña aún era Solange Duhart, quien había negociado la venta del inmueble con un corredor de propiedades, y estaba en gestiones para sacar a la CONALACH del inmueble. Ante esta situación, el comité comenzó a ejercer presión para que Bienes Nacionales comprara la casa, en un proceso que no estuvo exento de dificultades y conflictos. Finalmente se logró que Bienes Nacionales comprara el lugar, declarándolo monumento histórico el 29 de diciembre de 2005.[cita requerida]
Al momento de generarse el Decreto N° 1922 del 2005, la casa era identificada como NIDO 20, pero en una reunión surgió la idea de bautizarla como Alberto Bachelet Martínez, ya que el General de Brigada de la FACh y víctima también de la dictadura, había trabajado estrechamente con el presidente Salvador Allende. Además, era una manera de hacer frente y recordarle a la Fuerza Aérea que en su zona de influencia, Gran Avenida, zona sur de Santiago, cercano a la escuela matriz de dicha rama, la casa que un día fue tomada por ellos para hacerla centro de exterminio, se transformaba hoy en un bastión de la MEMORIA.
El 26 de junio de 2022 el Ministerio de Bienes Nacionales entregó la casa en comodato al «Comité Derechos Humanos» por 20 años.[cita requerida]
Actualmente[¿cuándo?] dentro de los objetivos del Sitio de Memoria se encuentra: Fortalecer la vinculación comunitaria con el entorno cercano, vecindad y distintas agrupaciones territoriales, para generar diálogo y participación, consolidando al espacio como un lugar de encuentro.